# Louis Llari

a Compétitions nationales et continentales officielles uniquement.

b Matchs officiels uniquement.
Louis Llari, né le 23 décembre 1924 à Lannemezan et mort le 29 juin 2014 à Chalabre, est un joueur de rugby à XV et de rugby à XIII international français dans les années 1940 et 1950.
Il grandit à Lannemezan et découvre le rugby à XV au sein du club du C.A. Lannemezan à la sortie de la Seconde Guerre mondiale. Encouragé par son frère, Georges Llari, alors joueur de rugby à XIII à l'A.S. Carcassonne, à venir le rejoindre, L. Llari s'engage avec ce dernier club en fin de saison 1945-1946. Il y devient un des joueurs références et connaît l'« âge d'or » de ce club surnommé « les Canaris » dans les années d'après-guerre remportant le Championnat de France en 1946, 1950, 1952 et 1953, ainsi que la Coupe de France en 1946, 1947, 1951 et 1952. Son poste de prédilection est arrière, mais barré par le joueur star Puig-Aubert, il joue essentiellement au poste de centre.
Parallèlement, malgré une concurrence accrue en équipe de France dans ces années-là, il compte quatre sélections entre 1948 et 1952 affrontant la Nouvelle-Zélande, l'Angleterre et le Pays de Galles. Il fait partie de la sélection vainqueur de la Coupe d'Europe des nations en 1952.

## Biographie
Louis Maurice Léon Llari naît le 23 décembre 1924 à Lannemezan (Hautes-Pyrénées). Son oncle, Roger Llari (1903-1973), est un joueur de rugby XV international français dans les années 1920. Son frère Georges Llari (1918-2005) l'a précédé et a également joué au rugby à XIII à l'A.S. Carcassonne.

## Palmarès

### En tant que joueur
- Collectif : 
  - Vainqueur de la Coupe d'Europe des nations : 1952 (France).
  - Vainqueur du Championnat de France : 1946, 1950, 1952 et 1953 (Carcassonne).
  - Vainqueur de la Coupe de France : 1946, 1947, 1951 et 1952 (Carcassonne).
  - Finaliste du Championnat de France : 1947, 1948 et 1949 (Carcassonne).
  - Finaliste de la Coupe de France : 1948 et 1949 (Carcassonne).

### Détails en sélection
| 1. | 25 janvier 1948  | Nouvelle-Zélande | 25-7  | Test-match     | Centre | - | - | - | - |
| 2. | 11 avril 1948    | Angleterre       | 10-25 | Coupe d'Europe | Centre | - | - | - | - |
| 3. | 25 novembre 1951 | Angleterre       | 42-13 | Coupe d'Europe | Centre | - | - | - | - |
| 4. | 25 octobre 1952  | Pays de Galles   | 16-22 | Coupe d'Europe | Centre | - | - | - | - |

### Statistiques
| Saison  | Saison         | Championnat           | Championnat | Coupe           | Coupe      | Sélection | Sélection | Sélection | Sélection | Sélection | Sélection | Sélection |
| Saison  | Saison         | Comp.                 | Class.      | Comp.           | Class.     | Comp.     | M         | Pts       | Ess.      | Buts      | Dp.       |           |
| ------- | -------------- | --------------------- | ----------- | --------------- | ---------- | --------- | --------- | --------- | --------- | --------- | --------- | --------- |
| 1945-46 | AS Carcassonne | Championnat de France | Vainqueur   | Coupe de France | Vainqueur  |           |           |           |           |           |           |           |
| 1946-47 | AS Carcassonne | Championnat de France | Finaliste   | Coupe de France | Vainqueur  |           |           |           |           |           |           |           |
| 1947-48 | AS Carcassonne | Championnat de France | Finaliste   | Coupe de France | Finaliste  | CE        | 2         | 0         | 0         | 0         | 0         |           |
| 1948-49 | AS Carcassonne | Championnat de France | Finaliste   | Coupe de France | Finaliste  |           |           |           |           |           |           |           |
| 1949-50 | AS Carcassonne | Championnat de France | Vainqueur   | Coupe de France | 1/8 finale |           |           |           |           |           |           |           |
| 1950-51 | AS Carcassonne | Championnat de France | 1/2 finale  | Coupe de France | Vainqueur  |           |           |           |           |           |           |           |
| 1951-52 | AS Carcassonne | Championnat de France | Vainqueur   | Coupe de France | Vainqueur  | CE        | 1         | 0         | 0         | 0         | 0         |           |
| 1952-53 | AS Carcassonne | Championnat de France | Vainqueur   | Coupe de France | 1/4 finale | CE        | 1         | 0         | 0         | 0         | 0         |           |